# Lisa Hartman
Pour les articles homonymes, voir Hartman.
Lisa Hartman-Black est une chanteuse, actrice, productrice et compositrice américaine née le 1er juin 1956 à Houston au Texas (États-Unis).

## Biographie
Lisa Hartman est mariée depuis le 20 octobre 1991 au chanteur country Clint Black et ils ont eu un enfant ensemble.

## Filmographie

### Comme actrice
(février 2023).
- 1976 à 1978 : Tabatha (le rôle principal)
- 1977 : Murder at the World Series (TV) : Stewardess
- 1980 : Just Tell Me You Love Me : Julie
- 1980 : Valentine Magic on Love Island (TV) : Crystal Kramer
- 1980 : Where the Ladies Go (TV) : Crystal
- 1980 : Gridlock (TV) : Nikki
- 1981 : La Ferme de la terreur (Deadly Blessing) : Faith Stohler
- 1981 : Jacqueline Susann's Valley of the Dolls (TV) : Neely O'Hara
- 1982 : An Evening at the Improv (série TV) : Guest host (unknown episodes)
- 1982 à 1986 : Côte Ouest (série TV) : Ciji Dunne / Cathy Geary-Rush
- 1983 : High Performance (série TV) : Kate Flannery (unknown episodes)
- 1984 : Where the Boys Are (Où sont les mecs ?) : Jennie Cooper
- 1985 : Kala, Ha- : Liza
- 1985 : Enquête à Beverly Hills (Beverly Hills Cowgirl Blues) (TV) : Amanda Ryder
- 1987 : Les Roses rouges de l'espoir (Roses Are for the Rich) (TV) : Autumn McAvin Norton Corbett Osborne
- 1987 : Student Exchange (TV)
- 1989 : Full Exposure: The Sex Tapes Scandal (TV) : Sarah Dutton
- 1990 : The Operation (TV) : Laura Parks
- 1990 : The Take (TV) : Delaney
- 1991 : Les Robinsons de Wall Street (Bare Essentials) (TV) : Sydney Wayne
- 1991 : Shock Invader (Not of This World) (TV) : Linda Fletcher
- 1991 : Piège de feu (Fire: Trapped on the 37th Floor) (TV) : Susan Lowell
- 1991 : Red Wind (TV) : Kris Morrow
- 1991 : The Return of Eliot Ness (TV) : Madeline Whitfield
- 1992 : 2000, avenue de l'océan (série TV) : Jade O'Keefe
- 1993 : Parents coupables (Without a Kiss Goodbye) (TV) : Laurie Samuels
- 1994 : Search for Grace (TV) : Ivy
- 1994 : L'Échange (Someone Else's Child) (TV) : Cory Maddox
- 1995 : Dazzle (TV) : Juanita 'Jazz' Kilkullen
- 1996 : Mon fils a disparu (Have You Seen My Son) (TV) : Lael Pritcher
- 1997 : Tout pour ma fille (Out of Nowhere) (TV) : Lauren Carlton
- 1998 : Still Holding On: The Legend of Cadillac Jack (TV) : Ponder Favor
- 2005 : Clint Black Live: Drinkin' Songs & Other Logic (TV) : Guest Vocals
- 2005 : Un souvenir éternel (Back to You and Me) (TV) : Syd Ludwick
- 2012 : Flicka 3: Meilleures Amies

### comme productrice
- 1996 : Mon fils a disparu (Have You Seen My Son) (TV)

## Discographie

### Albums
- 1976 : Lisa Hartman
- 1979 : Hold on
- 1982 : Letterock
- 1987 : Till my heart stops

#### Singles
- 1976 : Kentucky Rainbows
- 1976 : Saying Hello, Saying I Love You
- 1976 : Pickin Up The Pieces
- 1979 : Walk Away
- 1982 : If Love Must Go
- 1982 : Hiding From Love
- 1982 : Johnny’s Always On My Mind
- 1984 : Where the Boys Are
- 1987 : Tempt Me (If You Want To)
- 1988 : The Dress
- 1988 : I Don’t Need Love
- 1999 : When I said I do (Duo sur 1 album de son mari Clint Black)
- 2001 : Easy for me to stay (Duo sur 1 album de son mari Clint Black)
- 2016 : You still get to me (Duo sur 1 album de son mari Clint Black)